# 吴德峰
吴德峰（1896年—1976年），男，湖北保康人，中华人民共和国政治人物。

## 生平

### 早年岁月
吴德峰生于湖北省保康县的一个官宦之家，祖父吴国弼（1836~1916），字辅臣，曾任朝议大夫（从四品），并在云南等地做过官，辛亥革命时任湖北省临时议会议员。吴国弼受晚清维新思潮的影响，先后送其子吴元泽（次子）和吴元钧（三子，吴德峰之父）赴日本陆军士官学校留学。二人回国后从军，吴元泽曾任陆军第八镇四十一标标统（协统黎元洪）。1911年吴元泽率部参加辛亥革命，曾任新军战时司令部参谋长等职，后衔至中将；吴元钧在辛亥革命时曾任苏浙攻宁联军参谋长等职，后衔至少将。:5-6
吴家与黎元洪在历史上有通家友好关系，来往密切，黎元洪任大总统时曾邀请吴元泽、吴元钧到北京为幕僚。表彰其辛亥功绩，曾亲笔赠吴氏兄弟“年高德邵”等题匾。此外，袁世凯也曾为吴元泽儿媳（长子吴士特妻子）题写过“志洁行芳”牌匾。 
1909年2月，13岁的吴德峰随父亲吴元钧来到武昌，就读于湖北官立两等小学堂。1911年辛亥革命爆发后，受伯父吴元泽和父亲吴元钧的影响，参加湖北省革命学生军，曾担任学生军班长。1914年考入湖北省立第一师范学校（校监董必武），在校期间与萧楚女等人结下友谊。1918年春毕业，次年考入湖北省长公署第一机要股，任科员。1922年在董必武、陈潭秋推荐下担任湖北人民通讯社社长。吴德峰参与了“湖北女师学潮”，1923年湖北省教育会改组，任新教育会委员:7-10。
1924年2月经董必武、陈潭秋介绍加入中国共产党，同年7月，担任中共武汉地委委员。1925年吴德峰在武昌黄土坡创办了私立崇实中学（蔡以忱任训育主任）。同年夏，以个人身份加入中国国民党，任国民党湖北省执行委员会委员，后迎接北伐军进入武汉。因家世显赫，在邓演达推荐下任国民政府武汉公安局局长，任职期间，接受中共中央军委和中共湖北省委的双重领导。1926年底与湖北省立女子师范学生戚元德结婚。:14-20。

### 土地革命时期
1927年7月的“宁汉合流”事件后，吴德峰脱离国民党，任中国湖北省委军委书记、湖北省革命委员会主席、工农革命军司令，兼任鄂南特委书记，领导鄂南秋收暴动。暴动失败后前往江西担任赣西南特委书记、赣北特委书记。1928年赣北特委被破坏后，经武汉前往上海，到上海一个月后，在大世界门口碰到聂荣臻才恢复和党的联系。:22-35
1928年8月前往河南开封，领导特科“打狗队”进行“锄奸”工作。年底返回上海，任中共中央秘书处外埠交通科科长，负责上海与各根据地的联络和一些物资运送工作。1930年10月，中共中央在上海成立中央交通局。由周恩来、向忠发、李立三、余泽鸿、吴德峰组成委员会，吴德峰任局长，陈刚任副局长。交通局护送大批中央干部进出苏区，运送秘密文件和黄金、银元、药品等关键物资。:39-46
1931年12月，吴德峰抵达中央苏区，1932年1月任江西省政治保卫局局长，1933年5月因“酒醉打哨兵”事件被撤销党内职务，前往湘赣苏区。6月任湘赣省委政治保卫局局长，参与了湘赣苏区“肃AB团”运动。1934年红六军团长征，吴德峰随军抵达湘鄂川黔根据地，任中共湘鄂川黔边省肃反委员会主席，兼任军区和六军团保卫局局长，在批判夏曦问题上，吴德峰态度较为温和，并为之后夏曦溺水无人救援大发脾气。1935年11月，红二、六军团长征，1936年7月2日到达甘孜，与红四方面军会师。7月5日，中央军委任命吴德峰为红二方面军保卫局局长，吴德峰在之后的长征路上与张国焘多次发生矛盾:50-70。

### 抗战时期
1936年12月1日，吴德峰抵达陕北保安，被任命为中共中央外交部对外联络局局长，随周恩来前往西安，参与了“西安事变”的和平解决。后化名吴铁铮，留在西安从事秘密情报活动。1940年6月被调回延安，任中共中央交通局（对外称中共中央农村工作委员会）局长，继续从事情报和交通工作。1945年抗战胜利后，离开延安，在军调处执行部任第九小组顾问，随周恩来前往武汉，任武汉地区党内负责人。1946年8月回到张家口，任晋察冀中央局国军工作部部长，参与了策反傅作义部骑兵团的工作，10月任晋察冀军区驻地阜平县委书记。1948年10月前往平山县西柏坡待命南下，12月27日任郑州市委书记。:105-115

### 建国后
1949年5月24日，武汉市人民政府成立，为武汉直辖市第一任市长。1952年因“纪凯夫事件”被免职。同年四月任中南军政委员会政法委员会秘书长。1954年10月调任国务院第一办公室（政法办公室）副主任。1956年任中国政治法律学会副会长，后为会长，党组书记。1960年12月任最高人民法院副院长。:140-147
1966年文化大革命爆发，吴德峰遭到冲击，6月份被免去最高人民法院副院长职务，遭到批斗。1968年冬，吴德峰被隔离审查。1969年，时任中央调查部负责人罗青长写信给康生、周恩来反映，1969年五一劳动节，周恩来在天安门城楼上向毛泽东汇报吴德峰的情况，毛泽东表示：“吴德峰是个好同志，一定要解放。”吴德峰和夫人戚元德进入北京医院养病。1974年11月2日，戚元德在北京医院病逝。1975年1月，吴德峰当选为全国人民代表大会常务委员会委员。1976年12月11日，吴德峰在北京医院逝世。12月19日，在北京八宝山革命公墓礼堂，中共中央为吴德峰举行了追悼会，汪东兴主持，王震致悼词。:157-158

## 评价
王震：“吴德峰同志不愧为我当老一辈无产阶级革命家，我党秘密交通工作的创建人，我党隐蔽战线杰出的领导人之一。”